# Ameno
Ameno (piemontesisch und lombardisch Amén) ist eine Gemeinde mit 851 Einwohnern (Stand 31. Dezember 2023) östlich oberhalb des Ortasees in der italienischen Provinz Novara (NO) der Region Piemont.
Die Nachbargemeinden sind Armeno, Bolzano Novarese, Colazza, Invorio, Miasino und Orta San Giulio.

## Geschichte
Archäologische Forschungen, die zwischen 1915 und 1938 in der Ortschaft Lortallo durchgeführt wurden, brachten eine der wichtigsten Nekropolen aus der frühen Eisenzeit ans Licht (namens Ameno F). Die Nekropole als Ganzes enthält Gräber aus dem 9. bis 5. Jahrhundert v. Chr. Die Funde lassen sich der Golasecca-Kultur zuordnen – eine Bezeichnung, die mehreren keltischen Stammesgruppen gemein ist, die in der frühen Eisenzeit in der westlichen Lombardei, im Gebiet von Novara und im Kanton Tessin lebten. Im Gebiet von Ameno wurden jedoch auch andere interessante Zeugnisse der antiken Bevölkerung des Ortasees gefunden, die von der mittleren Bronzezeit (16.–14. Jahrhundert v. Chr.) bis zur römischen Kaiserzeit datieren.
Die Bedeutung der Stätte von Ameno in prähistorischer und protohistorischer Zeit wird leicht verständlich, wenn man die Beschaffenheit des Geländes und seine Lage betrachtet. Die fruchtbare Terrasse, auf der sie sich erstreckt, bot nicht nur Acker- und Weideland, sondern ermöglichte auch die Kontrolle eines Durchgangs, der strategisch günstig zwischen dem See und dem Agogna-Tal liegt. Der See stellte eine einfache Verbindung mit dem Ossola-Tal und den Alpenpässen dar; das Agogna-Tal war seit frühester prähistorischer Zeit ein aktiver Landweg, der sich wahrscheinlich eher für die Durchquerung von Tierherden aus der Novara-Ebene in die Berge eignete als für den Warenaustausch, der stattdessen die Wasserstraße des Flusses Ticino bevorzugte. In römischer Zeit wurde diese Route durch den Bau einer Straße von Novara zum Ossola-Tal verstärkt, wie die zahlreichen römischen Funde entlang der wahrscheinlichen Route belegen.
Nicht zu vergessen sind auch die Wege, die vom Ortasee zum Lago Maggiore führten und die in prähistorischer Zeit zusammen mit dem Ticino und dem Po die wichtigste Handelsroute zwischen der Adria und den Alpen darstellten.

### Die ältesten Funde
1992 wurde unweit des Friedhofs von Ameno, in Borgo del Magnano, bei Arbeiten zur Errichtung eines Zauns eine beträchtliche Menge an Keramik aus der Bronzezeit gefunden, die von einem Anwohner der Gemeinde gemeldet wurde und heute in der Gemeinde Ameno aufbewahrt wird. Eine 1994 durchgeführte Ausgrabung förderte eine Schicht mit Haushaltskeramik aus einer nahe gelegenen Siedlung aus der Mittleren Bronzezeit zutage.

## Sehenswürdigkeiten
- Kirche Santa Maria Assunta
- Wallfahrtskirche der Madonna della Bocciola

## Geografie

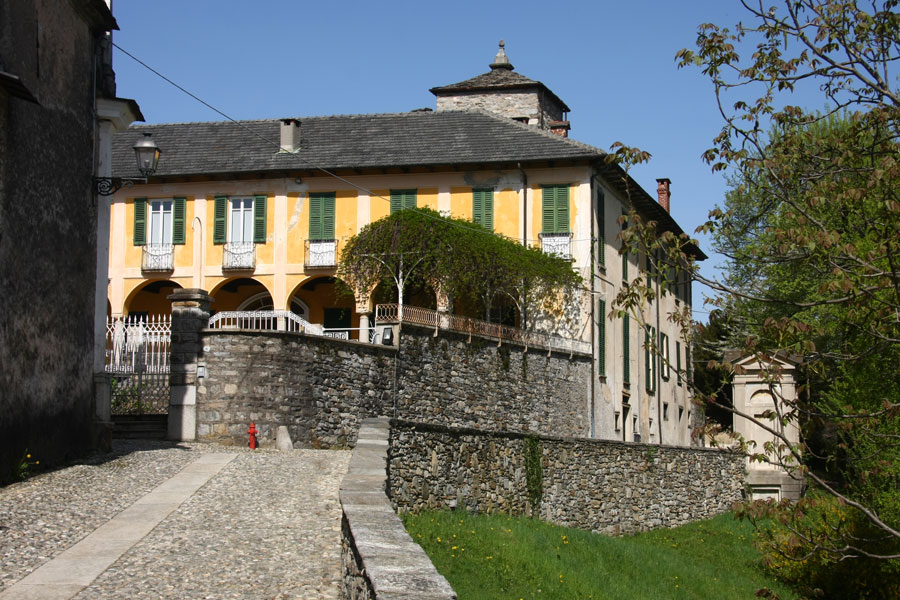
Foto eines Hauses in Lortallo

Das Gemeindegebiet befindet sich auf einem großen Plateau über dem Ostufer des Ortasees. Das Dorf ist von Wäldern umgeben und ist ein beliebtes Ziel für den Sommerurlaub mit zahlreichen Häusern entlang der Straße, die zwischen dem Berg und dem See verläuft. Das Gebiet liegt auf einer Höhe zwischen 380 und 788 Metern. Dies bezieht sich auf die Hügel, die den Ortasee vom Agogna-Tal und der Hauptstadt im Zentrum trennen, und weiter unten die Region Vacciago mit den kleinen Dörfern Vacciaghetto und Lortallo. Ameno wurde 2007 Partnerstadt mit der französischen Gemeinde Commelle-Vernay. Die Region ist Teil einer Berggemeinde zusammen mit verschiedenen anderen Städten wie: Due Laghi, Cusio am Ortasee und Valstrona. Am 26. September 2012 trat die Region dem Projekt Borgo sostenibile del Piemonte – einem Programm für mehr nachhaltigen Tourismus, das von den Gemeinden der Region ins Leben gerufen wurde, um die Umsetzung guter Umweltpraktiken zu fördern.